# Польські відомчі відзнаки
Польські відомчі відзнаки - (міністерські) присуджуються на підставі рішення міністра чи посадової особи, яка керує закладом, що нагороджує. У Польщі вони не мають звання "Державних " нагород , якими нагороджує Президент Польської республіки . Зазвичай вони мають форму медалей чи значків. Медалі носять на лівій стороні грудей, після польських державних нагород, а значки на правій стороні грудей. Як правило, у тому порядку в якому вони вручались.

### Діючі відомчі нагороди. Перелік нагород (почесних знаків)
У таблиці представлені медалі, значки, та почесні знаки, за датою їх створення. Також вказані стрічка (стрічки), якщо вони передбачені статутом Нагороди (медалі, почесної нагороди) 
| Назва, Дата створення, опис та загальна інформація | медаль, значок, | Стрічка, якщо існує |
| --- | --------------- | ------------------- |
| 'Медаль «Збройні Сили на службі Батьківщині» (польск. Medal «Siły Zbrojne w Slużbie Ojczyzny») Міністерство національної оборони Польщі 1951/1968/1996 |                 |                     |
| Медаль Національного комітету з освіти (польск. Medal Komisji Edukacji Narodowej») 1956/1972/1982/2000 |                 |                     |
| Почесна відзнака "за охорону пам'яток" (пол. Odznaka «Za opiekę nad zabytkami») Міністерство культури та національної спадщини Польщі 1956/1972/1982/2000 |                 |                     |
| Медаль «За заслуги при захисті країни» (пол. Medal Za Zaslugi dla Obronnosci Kraju) 1956/1972/1982/2000 |                 |                     |
| Почесна відзнака «За заслуги перед польською культурою» (пол. Odznaka honorowa «Zasłużony dla Kultury Polskiej») 1969/1994/2005/2012 |                 |                     |
| Медаль "За охорону національних пам'ятників" (польск. Medal „Opiekun Miejsc Pamięci Narodowej”) 1976/2018 |                 | після 2018 р.       |
| Почесний знак «За заслуги в охороні навколишнього природного середовища та управління водними ресурсами» (польск.Odznaka honorowa „Za Zasługi dla Ochrony Środowiska i Gospodarki Wodnej”) 1983/2005                                                                                    |                 |                     |
| Почесний знак "За заслуги з охорони здоров'я" (польск.Odznaka honorowa „Za zasługi dla ochrony zdrowia”) 1986/2003 |                 |                     |
| Почесний знак "За заслуги в охороні праці" (польск.Odznaka Honorowa za Zasługi dla Ochrony Pracy) 1988/2004 |                 |                     |
| Знак Пошани за заслуги у винахідництві (польск.Odznaka honorowa „Za Zasługi dla Wynalazczości”) 1995/2000 | після 2000 р.   |                     |
| Знак Пошани "Заслужений зв'язківець" (польск.Odznaka honorowa „Zasłużony dla Łączności”) 1996/2000 |                 |                     |
| Знак Пошани "Відмінник системи тестування та сертифікації" (польск. Odznaka honorowa „Zasłużony dla Systemu Badań i Certyfikacji”) 1996/2000 |                 |                     |
| Почесний знак "Заслужений працівник сільського господарства" (польск.Odznaka honorowa „Zasłużony dla Rolnictwa”) 1996/2000 |                 |                     |
| Знак Пошани «Заслужений у польській геології» (польск.Odznaka honorowa „Zasłużony dla polskiej geologii”) 1997/2001 |                 |                     |
| Почесний знак "Заслужений морський працівник" (польск.Odznaka honorowa „Zasłużony Pracownik Morza”) 1997/2000 |                 |                     |
| Почесний знак "Заслужений працівник транспорту Польщі" (польск.Odznaka honorowa „Zasłużony dla transportu Rzeczypospolitej Polskiej”) 1997/2000 |                 |                     |
| Почесний знак "Заслужений шляховик" (польск.Odznaka honorowa „Zasłużony dla drogownictwa”) 1997/2000 |                 |                     |
| Почесна відзнака "За заслуги у лісовому господарстві" (польск.Odznaka honorowa „Zasłużony dla Leśnictwa”) 1997 |                 |                     |
| Почесний знак "Заслужений донор" (польск.Odznaka honorowa „Zasłużony Honorowy Dawca Krwi”) 1997/2006 |                 |                     |
| Знак "Почесний донор крові - за для здоров'я нації" (польск.Odznaka „Honorowy Dawca Krwi – Zasłużony dla Zdrowia Narodu”) 1997/2005 |                 |                     |
| Знак "Заслужений працівник протипожежної охорони" (польск.Odznaka „Zasłużony dla Ochrony Przeciwpożarowej”) 1997/2006/2008 |                 |                     |
| Знак "За заслуги в роботі пенітенціарної служби" (польск. Odznaka „Za zasługi w pracy penitencjarnej” 1997/2003/2010 |                 |                     |
| Почесний знак "За заслуги у туризмі" (польск. Odznaka Odznaka honorowa „Za Zasługi dla Turystyki” 1998/2002 |                 |                     |
| Почесна відзнака "За заслуги у енергетиці" (польск. Odznaka honorowa „Za zasługi dla Energetyki” 1998/2001/2016 |                 |                     |
| Почесний знак "За заслуги в геодезії та картографії" (польск. Odznaka honorowa „Za Zasługi dla Geodezji i Kartografii”) 1999/2002/2009/2016 |                 |                     |
| Знак Пошани "За послуги з будівництва" (польск. Odznaka honorowa „Za zasługi dla budownictwa”) 1999/2002/2013/2016 |                 |                     |
| Медаль польської армії (польск. Medal Wojska Polskiego) 1999 |                 |                     |
| Почесний знак "Відзначений залізницею" (польск. Odznaka honorowa „Zasłużony dla Kolejnictwa”) 2000 |                 |                     |
| Медаль "За заслуги у поліції" (польск. Medal za Zasługi dla Policji) 2001 |                 |                     |
| Почесний знак "Заслужений працівник гірничовидобувнання Республіки Польща" (польск. Odznaka honorowa „Zasłużony dla Górnictwa RP” 2001 |                 |                     |
| Почесний знак "За заслуги у статистиці Республіки Польща" (польск. Odznaka honorowa „Za zasługi dla statystyki RP”) 2003 |                 |                     |
| Знак Пошани "За заслуги банківській справі Республіки Польща" (польск. Odznaka honorowa „Za zasługi dla bankowości Rzeczypospolitej Polskiej”) 2003/2011 |                 |                     |
| Почесний знак «За заслуги перед державними фінансами Республіки Польща» (польск. Odznaka honorowa „Za Zasługi dla Finansów Publicznych Rzeczypospolitej Polskiej”) 2003 р. |                 |                     |
| Медаль «За заслуги охорони кордону» (польск. Medal za Zasługi dla Straży Granicznej) 2004 |                 |                     |
| Медаль «За заслуги в культурі Gloria Artis» (польск.Medal „Zasłużony Kulturze Gloria Artis”) 2005 Міністерство культури та національної спадщини Польщі |                 |                     |
| Відзнака «Донор трансплантації» (польск. Odznaka „Dawca Przeszczepu”) 2005/208 р. Міністерство Охорони здоров'я Польщі |                 |                     |
| Почесний відзнака «Bene Merito» (польск. Odznaka Honorowa „Bene Merito”) 2009 р. Міністерство закордонних справ Польщі |                 |                     |
| Почесна відзнака «За заслуги у захисті прав людини» (польск. Odznaka honorowa „Za Zasługi dla Ochrony Praw Człowieka”) 2009 р. Омбудсмен |                 |                     |
| Відзнака "Semper paratus" (польск. Odznaka Semper paratus) 2010/2012 р. Пенітенціарна служба Польщі |                 |                     |
| Медаль "Pro Patria" (польск. Medal „Pro Patria”) 2011 р. Управління у справах ветеранів і жертв репресій |                 |                     |
| Почесна відзнака «За заслуги в діяльності за межами Республіки Польща» (польск. Odznaka Honorowa „Za zasługi w działaniach poza granicami Rzeczypospolitej Polskiej”) 2011 р. Міністерство внутрішнії справ                                                                             |                 |                     |
| Почесна відзнака імені генерала Стефана Ровецького «Грота» (польск. Odznaka Honorowa imienia gen. Stefana Roweckiego „Grota”) 2011 р. Рада міністрів |                 |                     |
| Почесна відзнака «За заслуги в забезпеченні державної безпеки за межами Республіки Польща» (польск. Odznaka Honorowa „Za zasługi w zapewnianiu bezpieczeństwa państwa poza granicami Rzeczypospolitej Polskiej”) 2011/2013 р. Прем'єр-міністр Польщі                                    |                 |                     |
| Почесна відзнака «За заслуги перед нафто-газовою промисловістю» (польск. Odznaka honorowa „Zasłużony dla Przemysłu Naftowego i Gazowniczego”) 2011/2016 р. |                 |                     |
| Почесна відзнака «За заслуги у спорті» (польск. Odznaka „Za Zasługi dla Sportu”) 2012 р. Міністерство спорту та туризму Польщі |                 |                     |
| Почесна відзнака «Заслуженому працівнику охорони праці у гірничодобувній промисловості» (польск. Odznaka Honorowa Zasłużonego dla Bezpieczeństwa w Górnictwie) 2013 р. Державне управління гірничодобувній промисловості Міністерство промисловості Польщі Вповноважений у правах дітей |                 |                     |
| Почесна відзнака «За заслуги у захисті прав дитини» (польск. Odznaka Honorowa za Zasługi dla Ochrony Praw Dziecka) 2013 р. Вповноважений у правах дітей |                 |                     |
| Почесна відзнака «За заслуги в розвитку економіки Республіки Польща». (польск. Odznaka Honorowa za Zasługi dla Rozwoju Gospodarki Rzeczypospolitej Polskiej) 2014 р. Міністерство розвитку Польщі                                                                                       |                 |                     |
| Почесна відзнака «За заслуги в галузі законодавства». (польск. Odznaka Honorowa za Zasługi dla Legislacji) 2015 р. Прем'єр-міністр Польщі |                 |                     |
| Почесна відзнака «За заслуги перед місцевим самоврядуванням». (польск. Odznaka Honorowa za Zasługi dla Samorządu Terytorialnego) 2015 р. Міністерство внутрішніх справ та управління Польщі                                                                                             |                 |                     |
| Почесна відзнака Primus in Agendo (польск. Odznaka Honorowa Primus in Agendo) 2015 р. Міністерство внутрішніх справ та управління Польщі |                 |                     |
| Почесна відзнака «Діяч антикомуністичної опозиції або репресований за політичними мотивами» (польск.Odznaka honorowa „Działacza opozycji antykomunistycznej lub osoby represjonowanej z powodów politycznych” 2015 р. Управління у справах ветеранів та жертв репресій                  |                 |                     |
| Medal Reipublicae Memoriae Meritum (польск. Республіканська медаль «За заслуги».) 2015 р. Інститут національної пам'яті (Польща) |                 | (2015–2020) з 2020  |
| Медаль «Pro Bono Poloniae». (польск. Medal „Pro Bono Poloniae”.) 2018 р. Управління у справах ветеранів та жертв репресій |                 |                     |
| Почесний знак «За заслуги перед репатріацією» (польск.Odznaka honorowa „Zasłużony dla repatriacji” .) 2017/2021 р. прем'єр-міністр |                 |                     |
| Пам'ятна медаль «Сторіччя створення державної поліції» (польск.Odznaka okolicznościowa Medal Stulecia Utworzenia Policji Państwowej) 2019 р. Міністерство внутрішніх справ та управління Польщі                                                                                         |                 |                     |
| Почесний знак Meritis pro Familia (польск. Odznaka Honorowa Meritis pro Familia) 2020 р. Міністерство сім'ї, праці та соціальної політики Польщі |                 |                     |
| Пам'ятна Медаль 20-річчя утворення Центрального Слідчого Бюро Поліції (польск.Odznaka okolicznościowa Medal 20-lecia Utworzenia Centralnego Biura Śledczego) 2020 р. Центральне Слідче Бюро Поліції (Польщі)                                                                            |                 |                     |
| Медаль імені заступника комісара поліції Анджея Струя (польск.Medal imienia podkomisarza Policji Andrzeja Struja) 2021 р. Міністерство внутрішніх справ та управління Польщі) |                 |                     |
| Відзнака Святого Флоріана «За заслуги перед місцевою громадою» (польск. Odznaka Świętego Floriana „Za Zasługi dla Społeczności Lokalnej”) 2021 р. Міністерство внутрішніх справ та управління Польщі                                                                                    |                 |                     |
| Пам'ятна Медаль Тридцятиріччя утворення Прикордонної служби (польск.Odznaka okolicznościowa Medal Trzydziestolecia Powołania Straży Granicznej) 2021 р. Міністерство внутрішніх справ та управління Польщі                                                                              |                 |                     |
| Почесна відзнака «За заслуги перед електронними комунікаціями». (польск. Odznaka honorowa za Zasługi dla Komunikacji Elektronicznej”) 2022 р. Міністерство цифрових технологій Польщі                                                                                                   |                 |                     |
| Відзнака «За заслуги в галузі охорони навколишнього середовища та клімату» (польск. Odznaka okolicznościowa Medal Trzydziestolecia Powołania Straży Granicznej) 2022 р. Міністерство клімату та навколишнього середовища Польщі                                                         |                 |                     |
| Медаль «За заслуги перед польською наукою Sapientia et Veritas» (польск. Medal „Zasłużony dla Nauki Polskiej Sapientia et Veritas”) Має три ступені: золото, срібло, бронза 2022 р. Міністерство освіти та науки Польщі                                                                 |                 |                     |

## Почесні відзнаки другоїПольської Республіки (1918—1945)
•За порятунок погибаючих (пол. Medal za Ratowanie Ginących) - відомча нагорода Міністерство внутрішніх справ (1918–1939) 
•Медаль "Десятиліття здобуття незалежності" (пол. Medal Dziesięciolecia Odzyskanej Niepodległości)
•Академічний лавр" (пол. Wawrzyn Akademicki)

### Відомчі нагороди міністерства військових справ
•Пам'ятна медаль учаснику війни 1918-1921 років (пол. Medal Pamiątkowy za Wojnę 1918–1921)
•Знак "Знак бронетанкових військ" -  (пол. Odznaka „Znak Pancerny”)
•Знак гренадера -  (пол. Odznaka Grenadierska)
Відомчі відзнаки Збройні сили Польщі
•Почесний знак військової жандармерії -  (пол. Odznaka Honorowa Żandarmerii Wojskowej)
•Почесний знак територіальної оборони -  (пол. Odznaka Honorowa Wojsk Obrony Terytorialnej)
•Почесний знак сухопутних військ -  (пол. Odznaka Honorowa Wojsk Lądowych)
•Почесний знак військово-повітряних сил -  (пол. Odznaka Honorowa Sił Powietrznych)
•Почесний знак військово-морських сил -  (пол. Odznaka Honorowa Marynarki Wojennej)
•Почесний знак сил среціального призначення -  (пол. Odznaka Honorowa Wojsk Specjalnych)

## Почесні відзнаки "Друга Річ Посполита (еміграція)
Значок Національної скарбниці Республіки Польща (польш. Odznaka Skarbu Narodowego Rzeczypospolitej Polskiej)